# Konrad Schoell
Konrad Schoell (* 6. Juli 1938; † 4. Juli 2014 in Kassel) war ein deutscher Romanist und Literaturwissenschaftler.

## Leben und Werk
Schoell wurde 1966 an der Universität Freiburg promoviert mit der Arbeit Das Theater Samuel Becketts (München 1967) und an der Universität Erlangen-Nürnberg bei Leo Pollmann habilitiert mit der Schrift Das komische Theater des französischen Mittelalters. Wirklichkeit und Spiel (München 1975).
Schoell lehrte romanische Philologie von 1973 bis 1992 als Professor für Franko-Romanistische Literaturwissenschaft an der Universität Kassel und von 1992 bis 2003 an der Pädagogischen Hochschule Erfurt, dann, nach der Eingliederung, an der Universität Erfurt, wo das Institut für Romanistik unter seiner Leitung gegründet wurde.
Schoell war 1995 Gründungsvorsitzender des Frankoromanistenverbandes.

## Weitere Werke
- Das französische Drama seit dem Zweiten Weltkrieg, 2 Bände, Göttingen 1970
- Avantgardetheater und Volkstheater. Studien zu Drama und Theater des 20. Jahrhunderts in der Romania, Frankfurt am Main/Bern 1982
- Die französische Komödie, Wiesbaden 1983, Darmstadt 1983
- (Hrsg. mit Martin Brunkhorst und Gerd Rohmann) Beckett und die Literatur der Gegenwart, Heidelberg 1988
- (Hrsg.) Literatur und Theater im gegenwärtigen Frankreich. Opposition und Konvergenz, Tübingen 1991
- La farce du quinzième siècle, Tübingen 1992
- (Hrsg. mit Eckhard Höfner) Erzählte Welt. Studien zur Narrativik in Frankreich, Spanien und Lateinamerika. Festschrift für Leo Pollmann, Frankfurt am Main/Madrid 1996
- (Hrsg. mit Eva Erdmann) Le comique corporel. Mouvement et comique dans l'espace théâtral du XVIIe siècle, Tübingen 2006
- (Hrsg.) Französische Literatur. 20. Jahrhundert. Theater, Tübingen 2006
- Über Samuel Becketts Werk. Essays und Studien, Kassel 2008 (http://www.uni-kassel.de/upress/online/frei/978-3-89958-398-4.volltext.frei.pdf)